# Ruderatmark

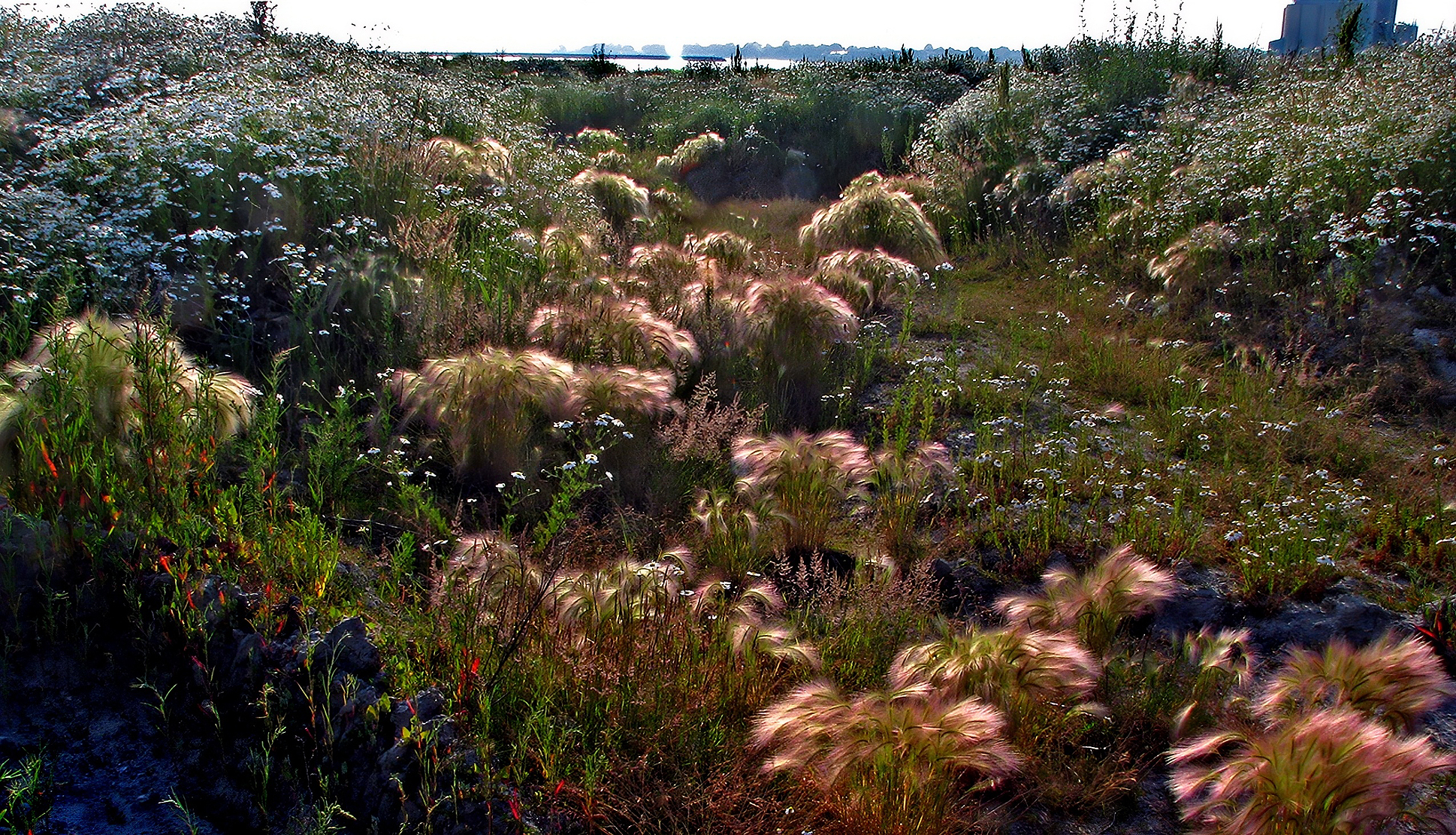
Ruderatmark vid ett gammalt industriområde vid Världens ände i Ystad.

Ruderatmark (från latinets rudera ruin) eller skräpmark är mark som ofta störs av mänsklig verksamhet. Detta gör att marken ligger öppen, utan täckande växtlighet, under stora delar av tiden. 
Exempel är upplagsplatser, grusgångar, schaktmassor, hamnar, industritomter, banvallar eller soptippar. Ruderatmarker är bra grogrund för växter som specialiserat sig på kort livscykel och intensiv förökning, sådana växter som ofta benämns som ogräs. Ruderatmarker innehåller inte sällan förvildade trädgårdsväxter och andra för platsen exotiska arter. Dessa kallas ruderalvegetation eller ruderalflora. Vissa former av ruderatmarker är uppskattade av fåglar, speciellt vintertid, då de ofta är rika på vinterståndare. 